# はるか・ちなみの「りめいく!」
『はるか・ちなみの「りめいく!」』は2014年10月7日未明から2016年9月27日未明まで超!A&G+で配信されていたラジオ番組。

## 番組概要
パーソナリティ2人が世の中のあらゆるもの対し勝手に「リメイク」していく番組。
2014年10月7日より『ありがた系迷惑プレゼンショー はるか・ちなみの「りめいく!」』のタイトル名で番組開始。2016年4月5日より『はるか・ちなみの「りめいく!」』とタイトル名を改題しリニューアルした。

## 配信時間
|                | 配信局                              | 配信時間                                                           | 過去の配信時間変遷 ※備考 |
| -------------- | ----------------------------------- | ------------------------------------------------------------------ | --- |
| 本配信         | 超!A&G+                             | 毎週火曜（月曜深夜） 1:30 - 2:00 （2014年10月7日 - 2016年9月27日） | |
| リピート配信   | 超!A&G+                             | 毎週火曜 13:30 - 14:00 （2015年10月6日 - 2016年9月27日）           | - 毎週火曜 15:30 - 16:00 （2014年10月7日 - 2015年9月29日）                                                                              |
| ニコニコ生放送 | ニコニコ生放送 シーサイドチャンネル | 不定期火曜 21:30より （2016年8月2日、8月16日）                     | ※ 有料動画パートがある場合に不定期で生配信 ※ 配信構成：その週の本配信（無料）+ 有料動画                                                 |
| アーカイブ配信 | ニコニコ動画 シーサイドチャンネル   | 毎週火曜 21:30更新 （2016年7月5日 - 9月27日）                      | - 毎週水曜 15:00更新 （2016年4月6日 - 6月29日） ※ ニコ生があった週はニコ生配信終了後に更新 ※ 有料動画はタイムシフト期間終了後に有料更新 |
| アーカイブ配信 | 番組公式サイト                      | 配信終了                                                           | - 毎週火曜 午後更新 （2014年10月7日 - 2016年3月29日）                                                                                   |

## パーソナリティ
- 佳村はるか
- 橋本ちなみ

## コーナー
ロード・トゥ・ターゲット!
リスナーが宣言した目標に対して、パーソナリティが勝手に口出しして目標のアドバイスをしていく。
チョ〜い足し！ザ・ワールド!
世の中にある既に完成しきっていると思われる「デザイン」「機能」「アイテム」「ルール」「食べ物」等に対し、パーソナリティが勝手に口出ししてさらに良いものにしていこうとするコーナー。
はるか・ちなみの奇跡!
リスナーの身に起こった奇跡体験を紹介し、どんな内容でもパーソナリティが全乗っかりするコーナー。
『りめいく』ワード
世の中に溢れる様々な言葉を別の言い方に換えてみようとするコーナー。
これこそが天才声優!
自称「天才声優」を名乗る橋本に、リスナーから天才声優の理想像を募集するコーナー。
りめいく村すぐ答える課!
リスナーから募集した悩みや提案にパーソナリティが応えていく。
るるペディアは絶対!
世の中のありとあらゆる事が書かれているといわれる「るるペディア」を佳村に解説してもらうコーナー。
お前の人生!りめいくしてやろうか!?
リスナーから過去の失敗談や悩みを紹介し、どうすれば幸せになれたのかを考えるコーナー。
クイズ王 佳村!
リスナーから連想クイズの要領で3つのヒントとその答えを募集し、佳村がクイズに挑戦していく。
橋本ちなみ、瞬間Q&A!
リスナーから橋本に質問したいことを募集し、橋本がその質問に即座に回答していく。

## イベント
※太字は番組単独イベント
| 開催日   | イベント名                                          | 会場                        | 備考                                                          |
| 2015年   | 2015年                                              | 2015年                      | 2015年                                                        |
| -------- | --------------------------------------------------- | --------------------------- | ------------------------------------------------------------- |
| 5月10日  | はるか・ちなみの「りめいく!」〜りめいく村集会〜     | 星陵会館                    | 番組初の単独イベント                                          |
| 8月15日  | SEASIDE SUMMER FESTIVAL 2015                        | 中野サンプラザ              | シーサイド・コミュニケーションズ制作の8番組による合同イベント |
| 11月21日 | 近未来 りめいく!実験室 〜昼の不思議・夕方の不思議〜 | 科学技術館 サイエンスホール |                                                               |
| 12月27日 | SEASIDE LIVE FES 2015                               | パシフィコ横浜国立大ホール  | シーサイド・コミュニケーションズ制作の5番組による合同イベント |
| 2016年   |                                                     |                             |                                                               |
| 2月14日  | SEASIDE WINTER FESTIVAL 2016                        | 中野サンプラザ              | シーサイド・コミュニケーションズ制作の6番組による合同イベント |
| 7月10日  | はるか・ちなみの「りめいく!」真夏のドキドキ大作戦   | 科学技術館 サイエンスホール |                                                               |

## 関連商品
※公式ネットショップは『シーサイドSHOP（はるか・ちなみの「りめいく!」）』を参照。

### CD・DVD
| 販売日   | タイトル名                                                                                       | 備考 |        |
| 2014年   | 2014年                                                                                           | 2014年 | 2014年 |
| -------- | ------------------------------------------------------------------------------------------------ | --- | ------ |
| 12月28日 | りめいく! カウントダウンCD（2014→2015）                                                          | 番組とともにカウントダウンをして年越しを迎えることが出来るCD |        |
| 2015年   |                                                                                                  | |        |
| 4月8日   | ありがた系迷惑プレゼンショー はるか・ちなみの「りめいく!」DJCD vol.1                             | - vol.1：オーディオCD（新規収録〈千葉県ロケ1日目〉） + MP3CD（過去放送第1回 - 第13回） - vol.2：オーディオCD（新規収録〈千葉県ロケ2日目〉） + MP3CD（過去放送第14回 - 第26回） - 2枚同時購入特典：特典映像DVD  |        |
| 4月8日   | ありがた系迷惑プレゼンショー はるか・ちなみの「りめいく!」DJCD vol.2                             | - vol.1：オーディオCD（新規収録〈千葉県ロケ1日目〉） + MP3CD（過去放送第1回 - 第13回） - vol.2：オーディオCD（新規収録〈千葉県ロケ2日目〉） + MP3CD（過去放送第14回 - 第26回） - 2枚同時購入特典：特典映像DVD  |        |
| 11月21日 | ありがた系迷惑プレゼンショー はるか・ちなみの「りめいく!」DJCD vol.3                             | - vol.3：オーディオCD（新規収録〈山梨県ロケ1日目〉） + MP3CD（過去放送第27回 - 第39回） - vol.4：オーディオCD（新規収録〈山梨県ロケ2日目〉） + MP3CD（過去放送第40回 - 第52回） - 2枚同時購入特典：特典映像DVD |        |
| 11月21日 | ありがた系迷惑プレゼンショー はるか・ちなみの「りめいく!」DJCD vol.4                             | - vol.3：オーディオCD（新規収録〈山梨県ロケ1日目〉） + MP3CD（過去放送第27回 - 第39回） - vol.4：オーディオCD（新規収録〈山梨県ロケ2日目〉） + MP3CD（過去放送第40回 - 第52回） - 2枚同時購入特典：特典映像DVD |        |
| 12月4日  | ありがた系迷惑プレゼンショー はるか・ちなみの「りめいく!」MUSIC FLAVORS〜SEASIDE LIVE FES 2015〜 | オーディオCD（楽曲5曲） - #1.トキメキShooting - #2.Girl Meets Girl - #3.ヒカリ - #4.恋の魔法の謎解き - #5.Thank You For Being You MP3CD（過去放送） - 第53回 - 第60回                                          |        |
| 12月27日 | ありがた系迷惑プレゼンショー はるか・ちなみの「りめいく!」カウントダウンCD（2015→2016）          | 番組とともにカウントダウンをして年越しを迎えることが出来るCD |        |
| 2016年   |                                                                                                  | |        |
| 6月2日   | はるか・ちなみの「りめいく!」DJCD vol.5                                                          | オーディオCD（新規収録） + MP3CD（過去放送第61回 - 第73回） |        |

### グッズ
| 販売日   | グッズ名                           | 備考 |        |
| 2015年   | 2015年                             | 2015年                                                                                                  | 2015年 |
| -------- | ---------------------------------- | --- | ------ |
| 5月10日  | Tシャツ                            | - 『はるか・ちなみの「りめいく!」〜りめいく村集会〜』会場販売 - 3商品セット購入特典：オリジナル缶バッジ |        |
| 5月10日  | トートバッグ                       | - 『はるか・ちなみの「りめいく!」〜りめいく村集会〜』会場販売 - 3商品セット購入特典：オリジナル缶バッジ |        |
| 5月10日  | リストバンド                       | - 『はるか・ちなみの「りめいく!」〜りめいく村集会〜』会場販売 - 3商品セット購入特典：オリジナル缶バッジ |        |
| 8月15日  | りめいく！ショルダーバッグ         | 『SEASIDE SUMMER FESTIVAL 2015』会場販売                                                                |        |
| 11月21日 | りめいく！じゃんけんTシャツ        | 『近未来 りめいく!実験室 〜昼の不思議・夕方の不思議〜』会場販売                                         |        |
| 11月21日 | りめいく！金運リストバンド         | 『近未来 りめいく!実験室 〜昼の不思議・夕方の不思議〜』会場販売                                         |        |
| 2016年   |                                    | |        |
| 2月14日  | りめいく！ゴールデンボール ペン    | 『SEASIDE WINTER FESTIVAL 2016』会場販売                                                                |        |
| 7月10日  | りめいく！真夏のドキドキTシャツ    | - 『はるか・ちなみの「りめいく!」真夏のドキドキ大作戦』会場販売 - 4商品セット購入者は割引 + おまけ特典  |        |
| 7月10日  | りめいく！クールポケットタオル     | - 『はるか・ちなみの「りめいく!」真夏のドキドキ大作戦』会場販売 - 4商品セット購入者は割引 + おまけ特典  |        |
| 7月10日  | りめいく！真夏のドキドキサングラス | - 『はるか・ちなみの「りめいく!」真夏のドキドキ大作戦』会場販売 - 4商品セット購入者は割引 + おまけ特典  |        |
| 7月10日  | りめいく！真夏のドキドキ巾着       | - 『はるか・ちなみの「りめいく!」真夏のドキドキ大作戦』会場販売 - 4商品セット購入者は割引 + おまけ特典  |        |